# St. Mariä Empfängnis (Wuppertal)

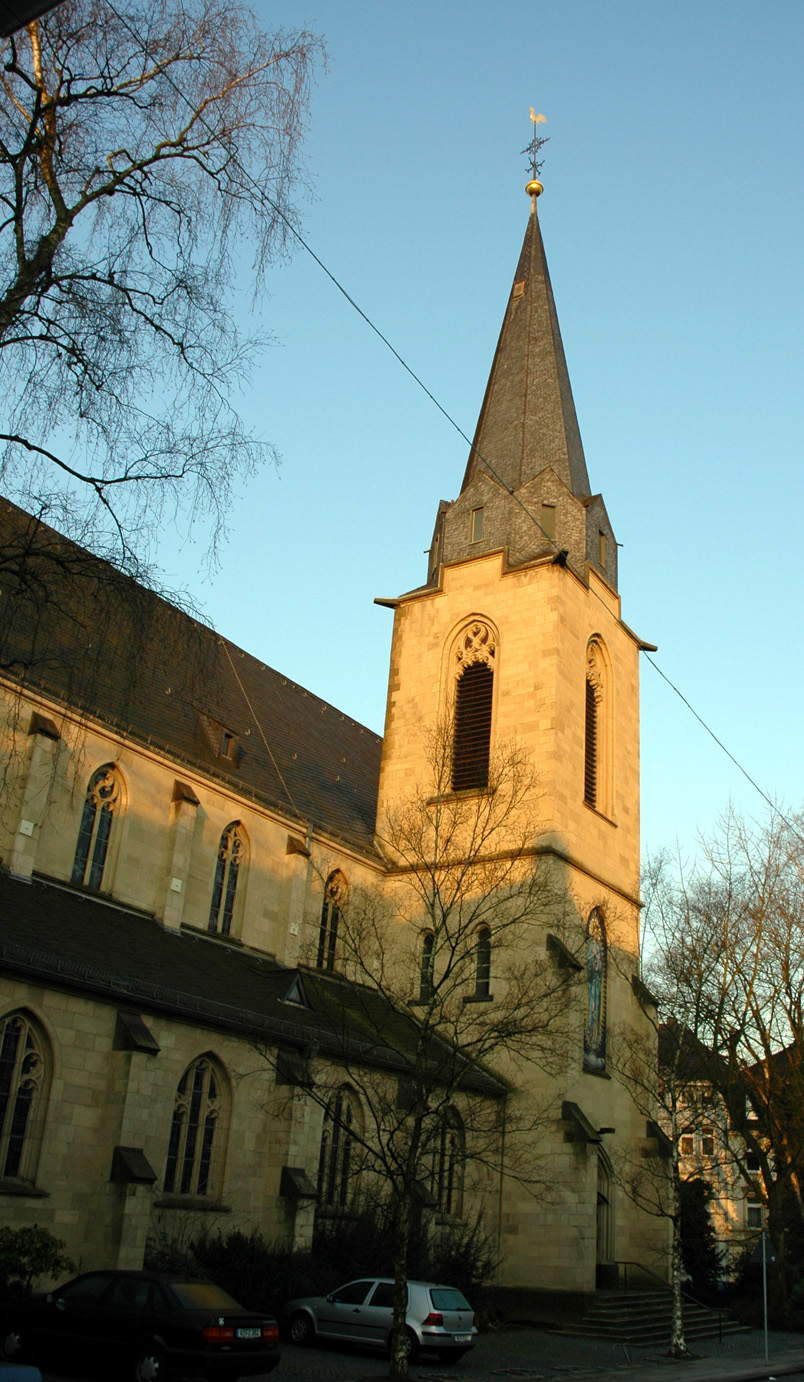
St. Mariä Empfängnis in Wuppertal-Vohwinkel

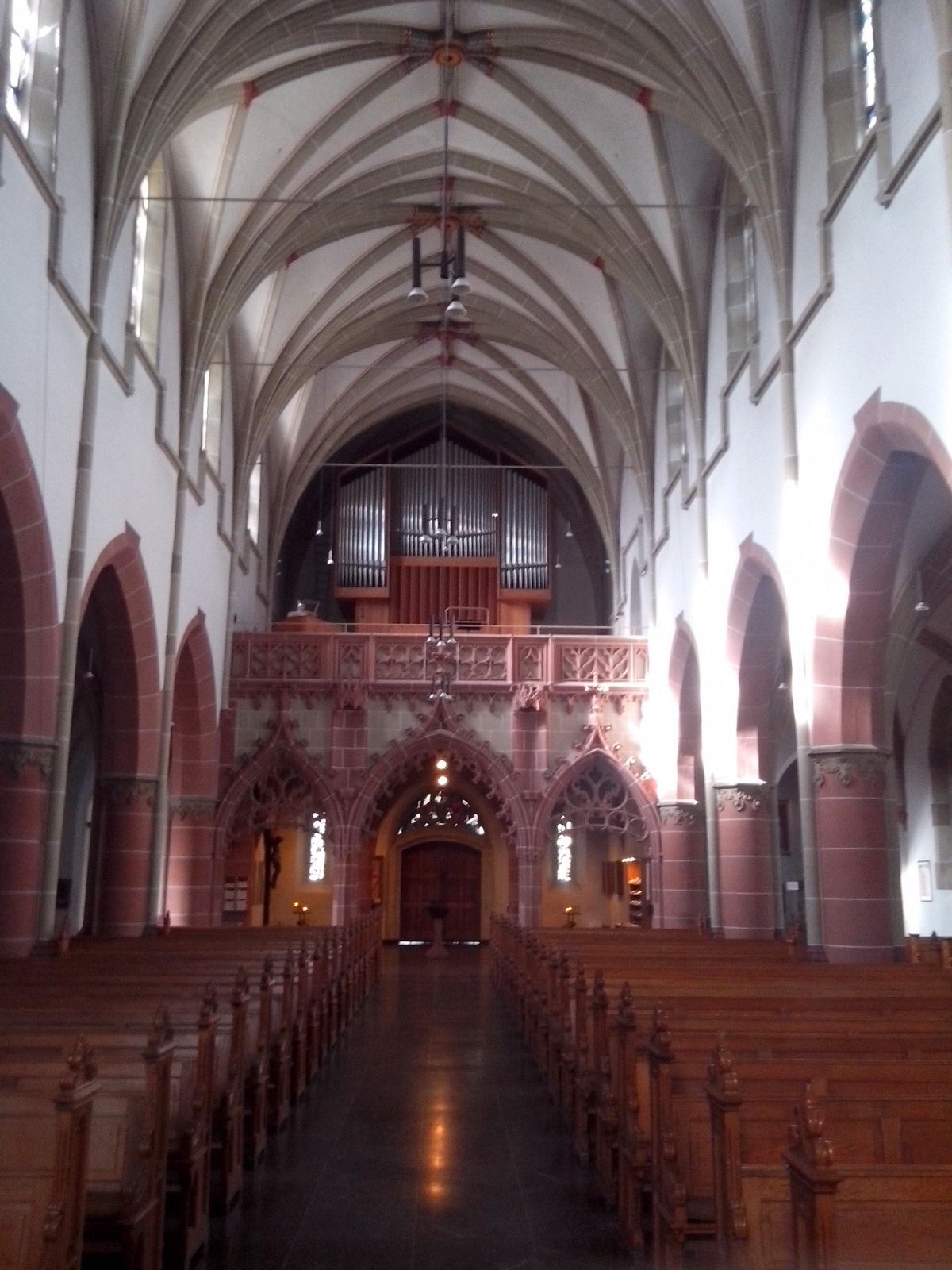
Ansicht von Innen

Die Kirche St. Mariä Empfängnis in Wuppertal-Vohwinkel ist eine römisch-katholische Kirche und neben den Kirchen Sankt Bonifatius, Sankt Ludger und Sankt Remigius eine der vier Predigtstätten des Pfarrverbandes Wuppertaler Westen.

## Geschichte
Am 8. Dezember 1889 beschließen der Pfarrer Felix Wamich und der Kirchenvorstand von Sonnborn, in Vohwinkel ein Grundstück an der Kreuzung Gustavstraße/Friedrichstraße (bis 2011 Lettow-Vorbeck-Straße, heute Edith-Stein-Straße) für den Bau einer Kirche zu kaufen. Nach der Gründung eines Kirchbauvereins im Jahre 1890 wurden alle erforderlichen Maßnahmen zum Bau einer Notkirche in die Wege geleitet. Am 18. September 1893 waren die neue Ludgeruskirche und das Pfarrhaus fertiggestellt und drei Jahre später wurde die Gemeinde zur selbstständigen Kapellengemeinde erhoben, 1901 wurde die Vohwinkeler Gemeinde eigenständige Pfarrei.
Durch das erhebliche Wachstum der Stadt Vohwinkel in der 2. Hälfte des 19. Jahrhunderts wurde die Notkirche zu klein, und der damalige Pfarrer Franz Bosbach bemühte sich um den Bau eines größeren Gotteshauses. Nachdem im Jahre 1904 die katholischen Frauen des Erzbistums Köln aus Anlass des 50-jährigen Jubiläums der Dogmatisierung der ohne Erbschuld empfangenen Gottesmutter eine Kollekte zur Errichtung einer Votivkirche abhielten, gelang es Pfarrer Franz Bosbach, dass die Einnahmen aus dieser Kollekte für den Neubau einer Kirche in Vohwinkel verwendet wurden.
Die Planung der neuen Kirche im neugotischen Stil übernahm der Düsseldorfer Architekt Joseph Kleesattel. Am 29. Juli 1906 erfolgte die Grundsteinlegung durch den Erzbischof von Köln, Kardinal Anton Fischer, und am 13. Oktober des folgenden Jahres wurde die zunächst Sankt Maria Immakulata, später Sankt Mariä Empfängnis genannte Kirche geweiht. Die alte St. Ludgerus-Kirche wurde zuvor abgerissen, das alte Pfarrhaus blieb noch bis 1973 bestehen.
Im Jahr 2011 wurde die Lettow-Vorbeck-Straße, an welcher die Kirche erbaut wurde, größtenteils aufgrund einer Initiative der Kirchengemeinde in Edith-Stein-Straße umbenannt.

## Orgel
Die Orgel der Kirche wurde 1972 von der niederländischen Orgelbauwerkstatt Verschueren erbaut und besitzt 28 Register auf zwei Manualen und Pedal sowie einen fahrbaren Spieltisch. Die Spiel- und Registertrakturen sind elektrisch.
| I. Hauptwerk   |       |
| Quintade       | 16′   |
| Prinzipal      | 8′    |
| Liebl. Gedackt | 8′    |
| Oktave         | 4′    |
| Blockflöte     | 4′    |
| Quinte         | 2 ⁄3′ |
| Oktave         | 2'    |
| Mixtur         | 1 ⁄3′ |
| Trompete       | 8′    |

| II. Schwellwerk   |       |
| Salicional        | 8′    |
| Rohrflöte         | 8′    |
| Singend Prinzipal | 4′    |
| Spitzflöte        | 4′    |
| Prinzipal         | 2′    |
| Sifflöte          | 1 ⁄3′ |
| Sesquialter I-III |       |
| Scharff III-IV    | 1′    |
| Dulcian           | 16′   |
| Hautbois          | 8′    |
| Clairon           | 4′    |

| Pedal          |       |
| Prinzipalbass  | 16′   |
| Subbass        | 16′   |
| Prinzipalbass  | 8′    |
| Gedecktbass    | 8′    |
| Choralbass     | 4′    |
| Flachflöte     | 2′    |
| Rauschbass III | 2 ⁄3′ |
| Posaune        | 16′   |

- Koppeln: I/II, I/P, II/P